# 谷内聖樹
谷内 聖樹（やち まさき、1972年4月29日 - ）は、京都府出身の元プロ野球選手（投手）。

## 来歴・人物
西京商業高から、1990年オフにドラフト外で近鉄バファローズに入団。
プロ4年目の1994年に一軍公式戦初登板を果たすが、敗戦投手となる。1998年7月2日には、二軍のウエスタン・リーグにおいて福岡ダイエーホークス戦でリーグ13人目（14度目）のノーヒットノーランを達成。しかし、一軍登板機会には恵まれず、1999年11月に戦力外通告を受ける。
ヤクルトスワローズ、阪神タイガース、オリックス・ブルーウェーブのテストを経て、広島東洋カープのテストに合格し入団するが、翌2000年に再び戦力外通告を受け現役を引退。
2002年に日本ハムファイターズの打撃投手を務めた。
2003年から社会人野球・クラブチームの全大津野球団に所属。主に外野手として試合に出場し、社会人野球の滋賀県ベストナインを2度受賞している。
その後、柔道整復師の資格を取得。クラブチームの湖南ベースボールクラブではコーチ兼任でプレーを続ける。
2019年5月18日、実家の近所の民家に忍び込んだ男を実弟と共に取り押さえ、6月6日に警察から感謝状を授与された。

## 詳細情報

### 年度別投手成績
| 年 度     | 球 団     | 登 板 | 先 発 | 完 投 | 完 封 | 無 四 球 | 勝 利 | 敗 戦 | セ 丨 ブ | ホ 丨 ル ド | 勝 率 | 打 者 | 投 球 回 | 被 安 打 | 被 本 塁 打 | 与 四 球 | 敬 遠 | 与 死 球 | 奪 三 振 | 暴 投 | ボ 丨 ク | 失 点 | 自 責 点 | 防 御 率 | W H I P |
| --------- | --------- | ----- | ----- | ----- | ----- | -------- | ----- | ----- | -------- | ----------- | ----- | ----- | -------- | -------- | ----------- | -------- | ----- | -------- | -------- | ----- | -------- | ----- | -------- | -------- | ------- |
| 1994      | 近鉄      | 5     | 1     | 0     | 0     | 0        | 0     | 0     | 0        | --          | ----  | 32    | 6.0      | 6        | 1           | 8        | 0     | 0        | 4        | 0     | 0        | 5     | 5        | 7.50     | 2.33    |
| 1997      | 近鉄      | 1     | 0     | 0     | 0     | 0        | 0     | 0     | 0        | --          | ----  | 3     | 1.0      | 0        | 0           | 0        | 0     | 0        | 2        | 0     | 0        | 0     | 0        | 0.00     | 0.00    |
| 1998      | 近鉄      | 7     | 0     | 0     | 0     | 0        | 0     | 1     | 0        | --          | .000  | 50    | 11.1     | 13       | 0           | 5        | 1     | 0        | 7        | 1     | 0        | 6     | 6        | 4.76     | 1.59    |
| 1999      | 近鉄      | 7     | 0     | 0     | 0     | 0        | 0     | 0     | 0        | --          | ----  | 18    | 3.2      | 6        | 1           | 3        | 0     | 0        | 5        | 1     | 0        | 4     | 4        | 9.82     | 2.45    |
| 通算：4年 | 通算：4年 | 20    | 1     | 0     | 0     | 0        | 0     | 1     | 0        | --          | .000  | 103   | 22.0     | 25       | 2           | 16       | 1     | 0        | 18       | 2     | 0        | 15    | 15       | 6.14     | 1.86    |

### 記録
- 初登板：1994年6月14日、対オリックス・ブルーウェーブ9回戦（藤井寺球場）、9回表に2番手で救援登板・完了、1回無失点
- 初奪三振：同上、9回表に本西厚博から
- 初先発：1994年6月26日、対千葉ロッテマリーンズ12回戦（藤井寺球場）、3回2失点

### 背番号
- 95 （1991年 - 1992年）
- 65 （1993年 - 1999年）
- 69 （2000年）
- 98 （2002年）